# Heterogamisca bolivari
Heterogamisca bolivari är en kackerlacksart som först beskrevs av Adelung 1914.  Heterogamisca bolivari ingår i släktet Heterogamisca och familjen Polyphagidae.
Artens utbredningsområde är Israel.

## Underarter
Arten delas in i följande underarter:
- H. b. bolivari
- H. b. occidentalis